# Джубан, Алан
Алан Майкл Джубан (англ. Alan Michael Jouban; род. 25 ноября 1981, Лафейетт) — американский боец смешанного стиля, представитель полусредней весовой категории. Выступает на профессиональном уровне начиная с 2011 года, известен по участию в турнирах бойцовских организаций UFC, Tachi Palace Fights, Shark Fights, Resurrection Fighting Alliance и др. Владел титулом чемпиона Fight Club OC в полусреднем весе.

## Биография
Алан Джубан родился 25 ноября 1981 года в городе Лафейетт штата Луизиана, США. Имеет французские и сирийские корни. В детстве играл в футбол, в частности состоял в футбольной команде во время учёбы в старшей школе, но из-за разрыва передней крестообразной связки вынужден был завязать с этим видом спорта. Поступил в Университет Луизианы в Лафейетте, но отучился только пару семестров. В возрасте 23 лет начал практиковать тайский бокс, выступал на любительском уровне, где долгое время оставался непобеждённым, затем перешёл в смешанные единоборства.

### Начало профессиональной карьеры
Дебютировал в ММА среди профессионалов в феврале 2011 года на турнире Tachi Palace Fights, отправил своего соперника в нокаут уже на 15 секунде первого раунда. В следующем поединке, однако, потерпел поражение техническим нокаутом от Чиди Нджокуани.
В дальнейшем выступал в организации Shark Fights и в нескольких других американских промоушенах. Завоевал титул чемпиона Fight Club OC в полусредней весовой категории. Претендовал на титул чемпиона RFA, но по очкам уступил Майку Роудзу.

### Ultimate Fighting Championship
Имея в послужном списке девять побед и только два поражения, Джубан привлёк к себе внимание крупнейшей бойцовской организации мира Ultimate Fighting Championship и в августе 2014 года благополучно дебютировал здесь — отправил в нокаут Сета Бачински, получив при этом бонус за лучший бой вечера.
Далее встретился с бразильцем Варлеем Алвисом, победителем реалити-шоу The Ultimate Fighter. Противостояние между ними продлилось всё отведённое время, в итоге судьи единогласным решением отдали победу Алвису.
В 2015 году отметился победами над Ричардом Уолшем и Мэттом Дуайером (лучший бой вечера), но проиграл Альберту Туменову.
В 2016 году одержал три победы, им были пройдены такие бойцы как Брендан О’Райли, Белал Мухаммад и Майк Перри.
Потерпел два поражения в 2017 году, сдачей от Гуннара Нельсона и техническим нокаутом от Нико Прайса.
В феврале 2018 года отправил в нокаут Бена Сондерса, заработав уже третью награду за лучший бой вечера.

## Статистика в профессиональном ММА
| Боёв 24  | Побед 17 | Поражений 7 |
| -------- | -------- | ----------- |
| Нокаутом | 11       | 3           |
| Сдачей   | 0        | 1           |
| Решением | 6        | 3           |

| Результат | Рекорд | Соперник          | Способ               | Турнир                                     | Дата            | Раунд | Время | Место                | Примечание                                               |
| --------- | ------ | ----------------- | -------------------- | ------------------------------------------ | --------------- | ----- | ----- | -------------------- | -------------------------------------------------------- |
| Победа    | 17-7   | Джаред Гуден      | Единогласное решение | UFC 255                                    | 21 ноября 2020  | 3     | 5:00  | Лас-Вегас, США       |                                                          |
| Поражение | 16-7   | Дуайт Грант       | Раздельное решение   | UFC 236                                    | 13 апреля 2019  | 3     | 5:00  | Атланта, США         |                                                          |
| Победа    | 16-6   | Бен Сондерс       | KO (удар рукой)      | UFC on Fox: Emmett vs. Stephens            | 24 февраля 2018 | 2     | 2:38  | Орландо, США         | Бой вечера.                                              |
| Поражение | 15-6   | Нико Прайс        | TKO (удары руками)   | UFC Fight Night: Pettis vs. Moreno         | 5 августа 2017  | 1     | 1:44  | Мехико, Мексика      |                                                          |
| Поражение | 15-5   | Гуннар Нельсон    | Сдача (гильотина)    | UFC Fight Night: Manuwa vs. Anderson       | 18 марта 2017   | 2     | 0:46  | Лондон, Англия       |                                                          |
| Победа    | 15-4   | Майк Перри        | Единогласное решение | UFC on Fox: VanZant vs. Waterson           | 17 декабря 2016 | 3     | 5:00  | Сакраменто, США      |                                                          |
| Победа    | 14-4   | Белал Мухаммад    | Единогласное решение | UFC Fight Night: dos Anjos vs. Alvarez     | 7 июля 2016     | 3     | 5:00  | Лас-Вегас, США       | Бой вечера.                                              |
| Победа    | 13-4   | Брендан О’Райли   | TKO (удары)          | UFC Fight Night: Hunt vs. Mir              | 20 марта 2016   | 1     | 2:15  | Брисбен, Австралия   |                                                          |
| Поражение | 12-4   | Альберт Туменов   | TKO (удары)          | UFC 192                                    | 3 октября 2015  | 1     | 2:55  | Хьюстон, США         |                                                          |
| Победа    | 12-3   | Мэтт Дуайер       | Единогласное решение | UFC Fight Night: Mir vs. Duffee            | 15 июля 2015    | 3     | 5:00  | Сан-Диего, США       | Бой вечера.                                              |
| Победа    | 11-3   | Ричард Уолш       | KO (удары)           | UFC 184                                    | 28 февраля 2015 | 1     | 2:19  | Лос-Анджелес, США    |                                                          |
| Поражение | 10-3   | Варлей Алвис      | Единогласное решение | UFC Fight Night: Shogun vs. Saint Preux    | 8 ноября 2014   | 3     | 5:00  | Уберландия, Бразилия |                                                          |
| Победа    | 10-2   | Сет Бачински      | KO (удар рукой)      | UFC Fight Night: Bader vs. St. Preux       | 16 августа 2014 | 1     | 4:23  | Бангор, США          | Бой вечера.                                              |
| Победа    | 9-2    | Рики Леджер       | Раздельное решение   | RFA 15                                     | 6 июня 2014     | 3     | 5:00  | Калвер-Сити, США     |                                                          |
| Победа    | 8-2    | Армандо Монтойа   | KO (удар рукой)      | RFA 14                                     | 11 апреля 2014  | 2     | 3:33  | Шайенн, США          |                                                          |
| Поражение | 7-2    | Майк Роудз        | Единогласное решение | RFA 10                                     | 25 октября 2013 | 5     | 5:00  | Де-Мойн, США         | Бой за титул чемпиона RFA в полусреднем весе.            |
| Победа    | 7-1    | Крис Спонг        | TKO (удары руками)   | RFA 9                                      | 16 августа 2013 | 3     | 1:23  | Лос-Анджелес, США    |                                                          |
| Победа    | 6-1    | Риго Оропеса      | TKO (удары руками)   | Fight Club OC: Rumble on the Range         | 16 мая 2013     | 1     | 1:54  | Бербанк, США         | Выиграл титул чемпиона Fight Club OC в полусреднем весе. |
| Победа    | 5-1    | Кемерон Майер     | KO (удар рукой)      | USA MMA: Stacked 2                         | 16 июня 2012    | 1     | 1:24  | Батон-Руж, США       |                                                          |
| Победа    | 4-1    | Дэниел Макуильямс | Сдача (удары руками) | National Fight Alliance: Valley Invasion 2 | 6 апреля 2012   | 1     | 0:46  | Лос-Анджелес, США    |                                                          |
| Победа    | 3-1    | Ди Джей Роберсон  | Единогласное решение | Shark Fights 20                            | 15 октября 2011 | 3     | 5:00  | Лафлин, США          |                                                          |
| Победа    | 2-1    | Эндрю Голдтуэйт   | KO (удары руками)    | Shark Fights 17: Horwich vs. Rosholt 2     | 15 июля 2011    | 3     | 2:37  | Фриско, США          |                                                          |
| Поражение | 1-1    | Чиди Нджокуани    | TKO (ногой в корпус) | Tachi Palace Fights 9                      | 6 мая 2011      | 3     | 1:27  | Лемор, США           |                                                          |
| Победа    | 1-0    | Кайл Гриффин      | KO (удар коленом)    | Tachi Palace Fights 8                      | 18 февраля 2011 | 1     | 0:15  | Лемор, США           |                                                          |